# Sorbo-Ocagnano
Sorbo-Ocagnano (korziško Sorbu è Occagnanu) je naselje in občina v francoskem departmaju Haute-Corse regije - otoka Korzika. Leta 1999 je naselje imelo 716 prebivalcev.

## Geografija
Kraj leži na severovzhodu otoka Korzike 30 km južno od središča Bastie.

## Uprava
Občina Sorbo-Ocagnano skupaj s sosednjimi občinami Castellare-di-Casinca, Loreto-di-Casinca, Penta-di-Casinca, Porri, Venzolasca in Vescovato sestavlja kanton Vescovato s sedežem v Vescovatu. Kanton je sestavni del okrožja Corte.